# Mohammed Agha
Mohammed Agha ist ein Distrikt in der afghanischen Provinz Lugar. Die Fläche beträgt 1.076 Quadratkilometer und die Einwohnerzahl 88.300 (Stand: 2022).
In Mohammed Agha befindet sich ein Stützpunkt der International Security Assistance Force (ISAF; Stand Dezember 2011).
Am 2. Dezember 2011 sprengte sich vor dem Eingang des Stützpunktes ein Selbstmordattentäter in die Luft und verletzte etwa 70 Personen. Die Explosion war mehrere Kilometer weit zu hören und beschädigte auch mehrere Gebäude. Die Taliban bekannten sich zu dem Anschlag.